# Pucung (Tirto)
Pucung is een bestuurslaag in het regentschap Pekalongan van de provincie Midden-Java, Indonesië. Pucung telt 2782 inwoners (volkstelling 2010).